# 倏然之間戀上你
《倏然之間戀上你》，枕公司2011年7月29日發行的作品。官方的logo中，、三個字特別放大，可以理解為：製作組希望玩家將他簡稱為（IKiKoi）。

## 登場角色
柳瀨重耳
歌木布袋學園的學生會長。
湯川涼（聲優：楠鈴音）
重耳的表姊，學生會副會長。毒舌。
柳瀨詠歌（聲優：小倉結衣）
重耳爸爸再婚對象的女兒，有血緣關係的妹妹。個人電腦內藏有1TB偷拍重耳的大量檔案。
鬼瀨胤（聲優：如月葵）
重耳的同學與青梅竹馬。
養老紡（聲優：川島梨乃）
正職是學校的工友，後來以「欠重耳錢所以用身體償還」為理由，成為重耳的專屬女僕。平常住在重耳家的狗屋中，手上常拿著偽裝成掃帚的槍。
因為沒有上過學，時常坐在走廊聽課，實際上知識相當豐富，在到重耳家的第一天便在庭園的圍牆畫上凡爾賽宮。
戀櫻可憐（聲優：野神奈奈）
學校的教師。有著年幼的外表。

## 製作人員
- 原畫：karory、梱枝莉子
- 腳本：SCA-自、柚子璃刃
- 主題曲/片頭曲：iを解きなさい（解出i值吧）

## 外部連結
- 官方網站（页面存档备份，存于）（日語）
- 枕 -makura web -（页面存档备份，存于）（日語）